# Makatxovo
Makatxovo (en rus: Макачёво) és un poble de l'óblast de Vólogda, a Rússia, que el 2002 tenia 158 habitants.